# Tom Bourdillon

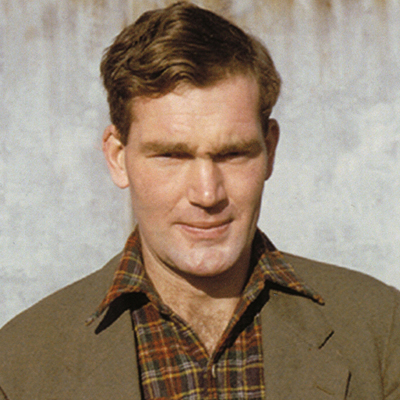
Thomas Duncan Bourdillon

Thomas Duncan Bourdillon (* 16. März 1924 in Kensington bei London; † 29. Juli 1956 im Berner Oberland) war ein britischer Physiker und Bergsteiger. Er war ein Mitglied des Teams, das den Mount Everest im Mai 1953 bestieg.

## Kindheit und Ausbildung
Bourdillon war der ältere Sohn von Robert Benedict Bourdillon (1889–1971), ein Wissenschaftler, und seiner Frau Harriet Ada Barnes. Robert B. Bourdillon war 1909 Gründungsmitglied des Bergsteigerclubs der Universität Oxford.
Sein Sohn Tom besuchte die Gresham’s School in Holt (Norfolk) und anschließend das Balliol College in der Universität Oxford, wo er Physik studierte. Er folgte den Ambitionen seines Vaters und war Präsident des Bergsteigerclubs an der Universität Oxford.

## Beruf
Er war als Physiker beruflich in der Raketenforschung tätig.

## Bergsteiger
Bourdillon lernte Bergsteigen schon als Schulkind und erweiterte diese Fähigkeiten in seiner Zeit an der Universität Oxford. In seinen zwanziger Jahren war er einer der Inspiratoren der Renaissance des britischen Gebirgskletterns in den Alpen.
Seine nächste Herausforderung war die Besteigung des Everests. Bourdillon nahm an der von Eric Shipton 1951 geleiteten Erkundungstour an den Everest und an den Cho Oyu 1952 teil. 1952 hatten die Engländer ihre Aufstiegversuche an der Südseite des Everest wiederaufnehmen wollen. Alle Versuche an der Nordseite in den zwanziger und dreißiger Jahren waren fehlgeschlagen, und Tibet erteilte aufgrund der chinesischen Besatzung Ausländern keine Einreisegenehmigungen mehr. Stattdessen öffnete das vor dem Zweiten Weltkrieg verschlossene Nepal seine Grenzen. Die Nepalis erteilten jedoch nur einer Expedition pro Jahr die Erlaubnis, und für 1952 waren die Schweizer mit dem Antrag schneller gewesen, an den Everest gehen zu können. So blieb den Engländern 1952 nur, die westliche Nachbarschaft des Everest zu erkunden, und zu hoffen, dass das Schweizer Unternehmen letztlich fehlschlage.
Als studierter Physiker war Bourdillon verantwortlich für die Sauerstoff-Ausrüstung der britischen Expeditionen 1952 und 1953. Zusammen mit seinem Vater hatte er die geschlossenen Sauerstoffausrüstungen entwickelt, die das ausgeatmete Gas in einem besonderen Verfahren regenerierten und wieder nutzbar machten. Dies war ein komplexes, jedoch im Sauerstoffverbrauch sparsameres System im Vergleich mit den „offenen“ Sauerstoff-Ausrüstungen.
Dieses geschlossene System nutzte er auch mit seinem Kletterpartner Charles Evans, als sie als erstes Gipfelteam am 26. Mai 1953 vom Hochlager auf dem Südsattel in zirka 7900 Metern aufbrachen. Sie hatten vom Expeditionsleiter John Hunt die Präferenz bekommen, den ersten Versuch zu wagen. Die hohen Regionen am Everest waren jedoch stark verschneit. Evans und Bourdillon verausgabten sich beim Stufentreten im hohen Schnee und standen erst gegen 13 Uhr am Südgipfel, einer kleinen Graterhebung 90 Höhenmeter unter dem Hauptgipfel und horizontal noch ca. 350 Meter von ihm entfernt. Mit dem Bourdillon-System hatten sie unterwegs Vereisungsprobleme bekommen, was die Seilschaft zusätzlich aufgehalten hatte.
Bourdillon wollte zum Gipfel weitergehen, jedoch wäre dies ein hohes Risiko geworden, dann den Abstieg nicht mehr zu schaffen - eine prototypische Situation für das, was statistisch jedem sechsten Everest-Ersteiger droht: zwar auf dem Gipfel gewesen zu sein, aber dann den Abstieg aus Erschöpfung, wegen Sauerstoffmangel oder Erfrierungen nicht mehr zu schaffen; somit für den Ehrgeiz, unbedingt auf dem Gipfel stehen zu wollen, sein Leben zu opfern. Erschwerend kam für dieses Team hinzu, dass man von der Kuppe des Südgipfels nur einen kleinen Teil des Endgrates sieht; niemand konnte sagen, was einen weiter dort oben noch erwartete. Sein Partner Evans schätzte die restliche Zeit bis zum Gipfel auf weitere drei Stunden ein, sehr hoch, wie man heute weiß. Die Kontur des obersten Grates ist insgesamt bauchig mit einer Vielzahl kleiner Buckel und von extremer Ausgesetztheit; zu beiden Seiten geht es über 2500 Meter steil bergab. Erst ganz zuletzt ist der eigentliche Gipfel erkennbar. In der Regel hat man vom Südgipfel bis auf den Gipfel noch eine weitere Stunde entlang der riesigen, nach Tibet überhängenden Wächten mit ihrer für den Everest so markanten, kilometerlangen und weithin sichtbaren Schneefahne der Troposphärenwinde zu steigen.
Evans mahnte zur Besonnenheit und zur Umkehr. Tom Bourdillon stieg noch ein kurzes Stück zum Zweck der Erkundung des Endgrates an, sah dann die Steilstufe, die als letztes Hindernis den Gipfel zu erreichen erschwert und die Sicht auf ihn verdeckt, die Stufe, die später den Namen des Erstbesteigers erhielt: Hillary Step, eine ca. 12 Meter hohe, mehr als 70 Grad steile Stufe, die auf 8780 Metern Höhe noch wieder Seileinsatz und alpine Technik im Klettern erfordert. Tom Bourdillon hielt somit für knapp drei Tage den Welthöhenrekord mit ca. 8770 Metern.
Mit diesen Informationen stiegen sie ab und erreichten vollkommen erschöpft und mit leeren Sauerstoffflaschen ihre Teamgefährten nahe dem Südsattel auf 7900 Meter. Auch Bourdillon war schließlich überzeugt, dass ihre Entscheidung, so kurz vor dem Gipfel noch umzukehren, die richtige gewesen war.
Das wechselhafte Wetter am Everest führte am 27. Mai zu einer Pause, ab dem 28. Mai stiegen Edmund Hillary und Tenzing Norgay Richtung Gipfel. Nach einer Nacht auf etwa 8500 m Höhe erreichten sie am 29. Mai den Gipfel. Beide nutzten ein einfacheres offenes Sauerstoffsystem mit nur einem Gasschlauch von der Flaschenarmatur zur Maske, ein System, das seither hoch am Everest stets eingesetzt wird.
Tom Bourdillon war im Folgejahr Teil der Mannschaft, die erfolgreich den östlich benachbarten Achttausender Makalu erstieg.
Bourdillon starb bei einem Unfall am 29. Juli 1956 zusammen mit einem anderen Bergsteiger, Richard Viney, als sie den Ostgipfel des Jägihorns im Berner Oberland erklettern wollten.

## Familie
Am 15. März 1951 heiratete Bourdillon Jennifer Elizabeth Clapham Thomas (* 1929), die Tochter von Ronald Clapham Thomas. Sie hatten eine Tochter und einen Sohn, der zehn Wochen alt war, als sein Vater beim Bergsteigen ums Leben kam.

## Film
Bourdillon spielt sich selbst in zwei Filmen, The Conquest of Everest (1953) und (als Archiv-Ausschnitt) The Race for Everest (2003).